# Crocodilosa
Crocodilosa là một chi nhện trong họ Lycosidae.